# Krupski
 (mai 2012).
Si vous disposez d'ouvrages ou d'articles de référence ou si vous connaissez des sites web de qualité traitant du thème abordé ici, merci de compléter l'article en donnant les références utiles à sa vérifiabilité et en les liant à la section « Notes et références ».
Krupski - vieilles familles aristocratiques du Grand-duché de Lituanie, de Pologne-Lituanie du Commonwealth (Rzeczpospolita), Empire russe. Ce nom de famille est d'origine Slave. Cette famille noble utilise cinq armoiries de l'héraldique: polonais : Lewart, polonais : Lew II (Lew Krupski), polonais : Korczak, polonais : Topacz, polonais : Szeliga.

## Krupski (la version masculine du nom de famille)
- André Kourbski (*1528 - †1583) - prince dynastie riourikide, Il a été enregistré dans les documents[1] sous le nom de famille Krupski[2]. Lui et ses descendants ont utilisé le blasonnement Leopardus (Lion II) polonais : Lewart[3].
- Aleksandr Krupskiy (*1960) - est un athlète russe, spécialiste du saut à la perche ayant représenté l'Union soviétique.

## Krupska (la version féminine du nom de famille)
- Nadejda Kroupskaïa (*1869 - †1939) - épouse de Lénine.

### Toponymes
- Mala Krupska Rujiška